# نقوش قادش

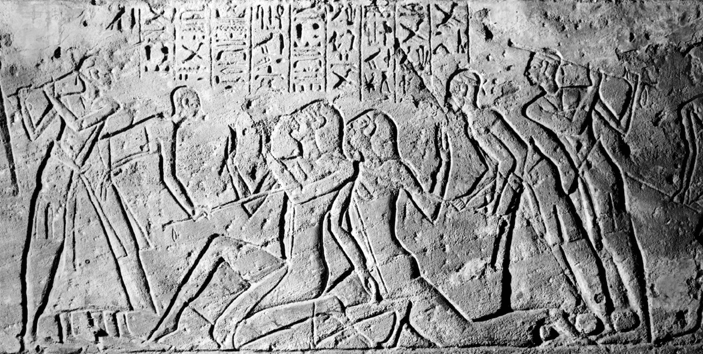
نقش منحوت يظهر جواسيس شاسو يتعرضون للضرب من قبل المصريين

نقوش قادش هي مجموعة متنوعة من النقوش الهيروغليفية المصرية التي تصف معركة قادش حيث خاض رمسيس الثاني، الملك المصري الثالث من الأسرة التاسعة عشرة، معركة كبرى بالقرب من بلدة قادش القديمة في سوريا ضد الجيش الحيثي. توفر الأدلة المجمعة في شكل نصوص ونقوش جدارية أفضل وصف موثق لمعركة في كل التاريخ القديم.
النسخة المصرية من معركة قادش مسجلة في روايتين أساسيتين، تعرفان بالنشرة أو التقرير والقصيدة، وكثيرًا ما توضع جنبًا إلى جنب في الأماكن التي تم تسجيلها فيها. بالإضافة إلى ذلك، تقدم بعض النقوش المنقوشة في نفس الموقع صورًا تصويرية للمعركة. يقسم بعض العلماء هذه الحسابات إلى ثلاث. تتكرر النشرة سبع مرات والقصيدة ثماني مرات، منتشرة عبر المعابد في أبيدوس، ومعبد الأقصر، والكرنك، وأبو سمبل، ومعبد الرامسيوم، واثنتين من البرديات الهيراطيقية.

## قصيدة
تُعرف القصيدة أو «قصيدة بنتور» من ثمانية نقوش، وتسرد الأشخاص الذين ذهبوا إلى قادش على أنهم حلفاء للحيثيين. من بينهم بعض شعوب البحر والعديد من الشعوب الأخرى التي شاركت لاحقًا في معارك القرن الثاني عشر قبل الميلاد.
تم استجواب القصيدة باعتبارها شعرًا حقيقيًا، بدلاً من سرد نثر مشابه لما سجله الملوك المصريون الآخرون.

## نشرة
النشرة أو السجل في حد ذاته هو مجرد تعليق مطول مرفق بالنقوش البارزة.
لا تزال ثماني نسخ موجودة اليوم على المعابد في أبيدوس والكرنك والأقصر وأبو سمبل، مع نقوش تصور المعركة.

## نقوش أخرى
بالإضافة إلى هذه العروض التقديمية المطولة، هناك أيضًا العديد من التعليقات الصغيرة المستخدمة للإشارة إلى عناصر مختلفة من المعركة.
خارج النقوش، توجد نسخة هيراطيقية من القصيدة محفوظة في بردية رايفت ساليير، حيث فقدت الصفحة الأولى منها، والصفحة الثانية («بردية رايفت») موجودة في متحف اللوفر والصفحة الثالثة («بردية رايفت الثالثة») في المتحف البريطاني. ومع ذلك، فهذه «نسخة غير دقيقة من النص بأكمله».
تم العثور على إشارات مسمارية للمعركة في حتوسا، بما في ذلك رسالة من رمسيس الثاني إلى خاتوشيلي الثالث مكتوبة ردًا على شكوى ساخرة من خاتوشيلي حول تصوير الملك المصري المنتصر للمعركة. ومع ذلك، لم يتم اكتشاف أي سجلات يمكن أن تصفها بأنها جزء من حملة. بدلاً من ذلك، هناك إشارات مختلفة إليه في سياق أحداث أخرى.

## نسخ

### قصيدة
- صرح معبد الأقصر، الجانب الشمالي من كلا الصرحين
- الكرنك خارج السور الجنوبي لقاعة الأعمدة الكبرى
- أبيدوس: معبد رمسيس الثاني

### نشرة
- أبو سمبل: المعبد الكبير الجدار الشمالي للقاعة الأولى
- الرامسيوم، الجانب الغربي من الصرح الأول
- صرح معبد الأقصر، الجانب الجنوبي

### نقش
- أبيدوس: معبد رمسيس الثاني، الأسوار الخارجية.
- الرامسيوم، الصرح الأول
- الرامسيوم، الصرح الثاني
- الكرنك
- صرح معبد الأقصر:
- معبد الدر
- أبو سمبل: المعبد الكبير الحائط الشمالي للصالة الأولى

## صالة عرض

أبيدوس
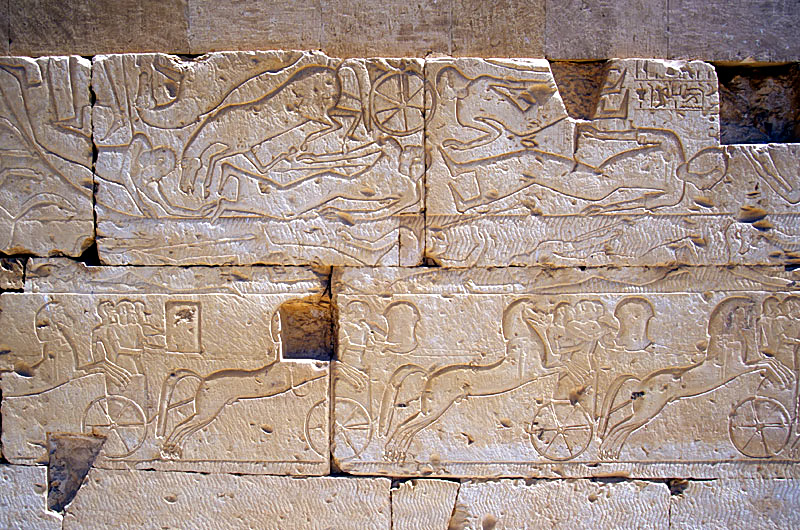

الأقصر
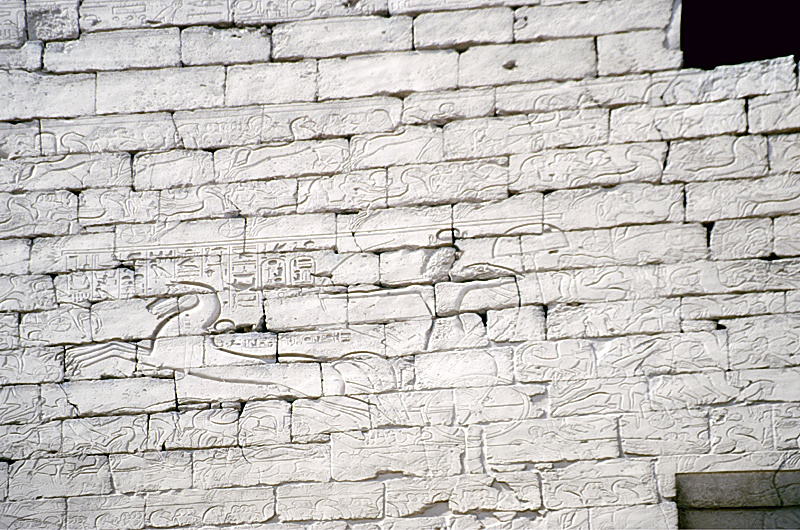
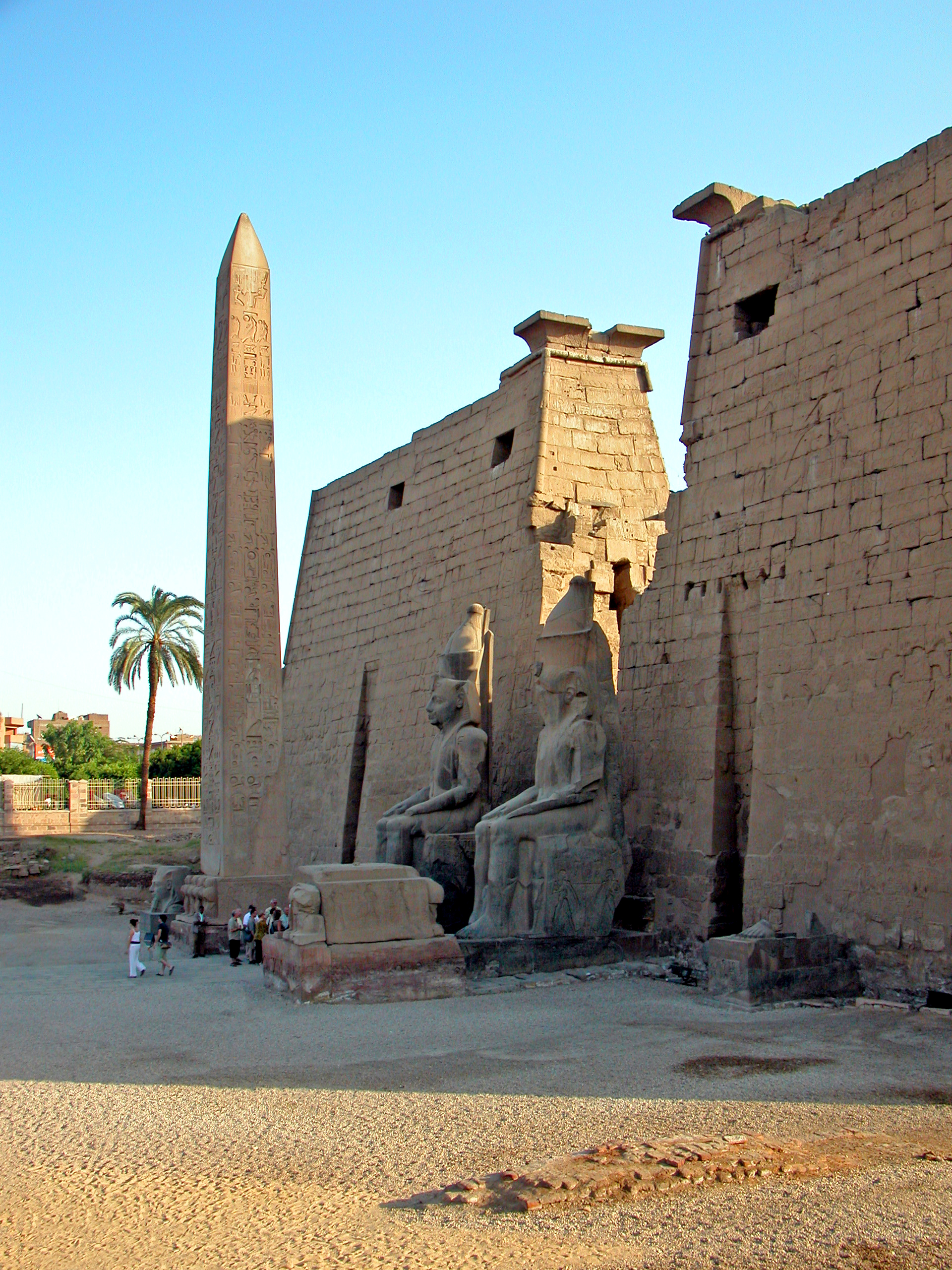

الكرنك
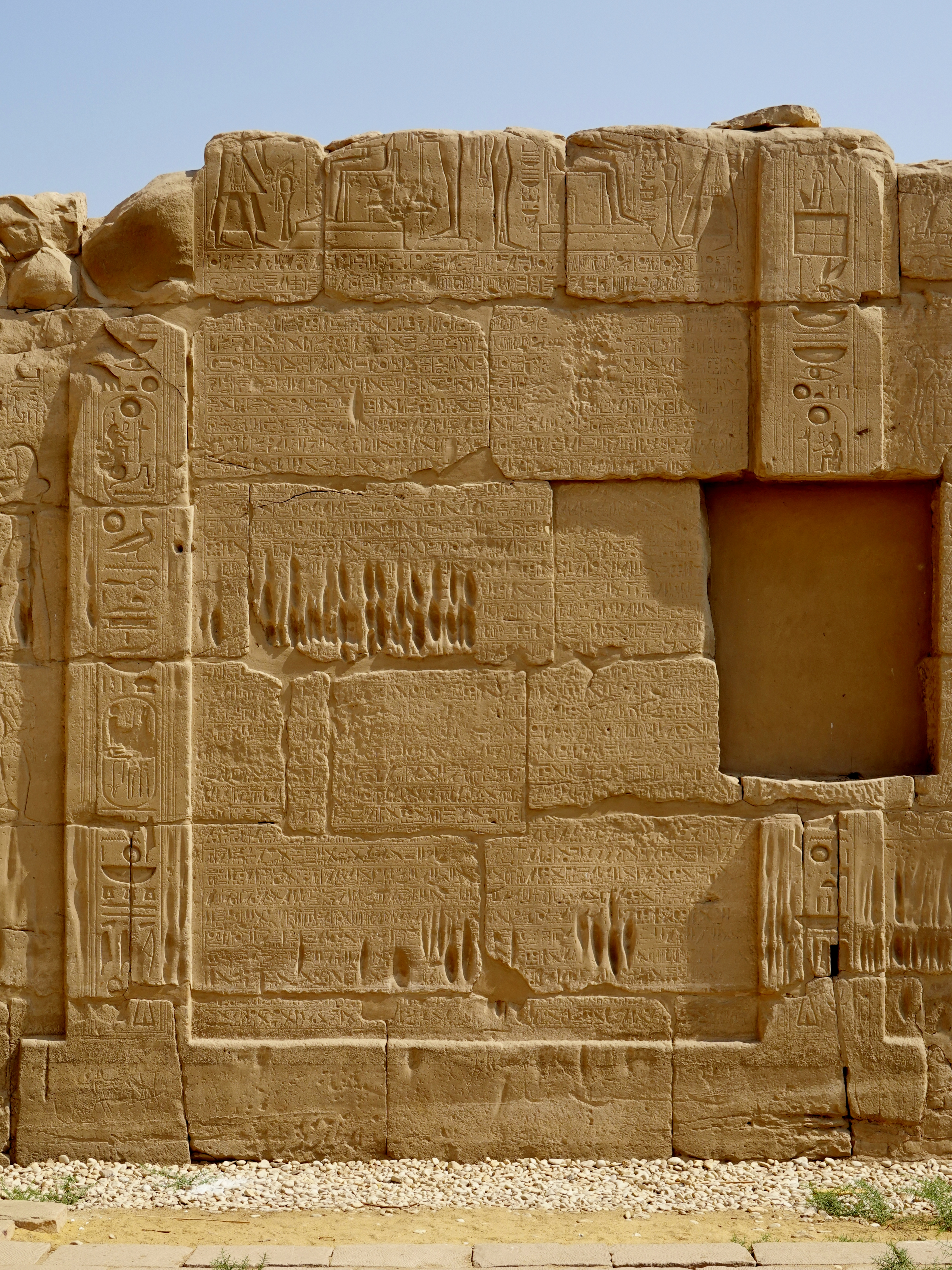

معبد الرامسيوم
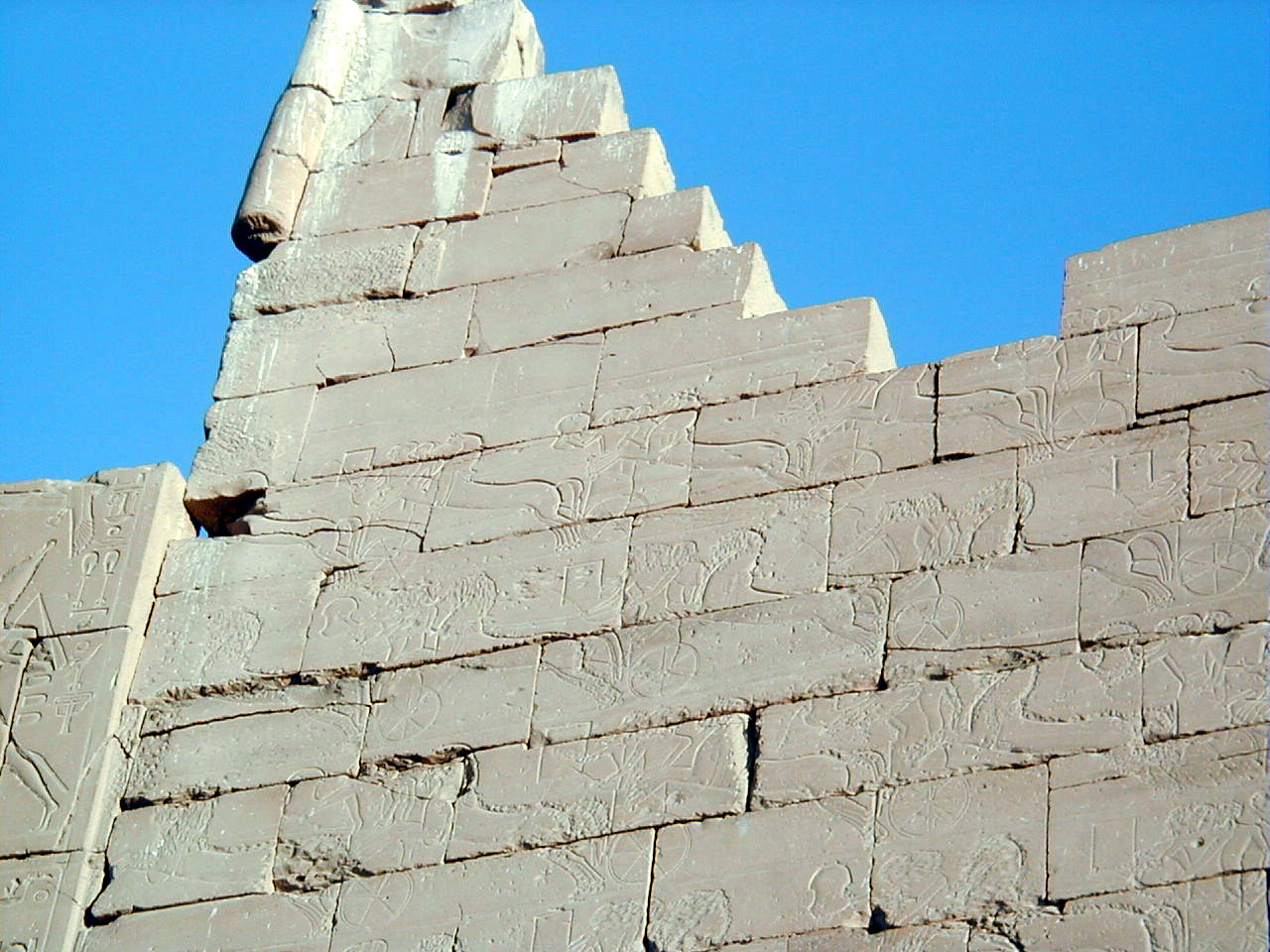
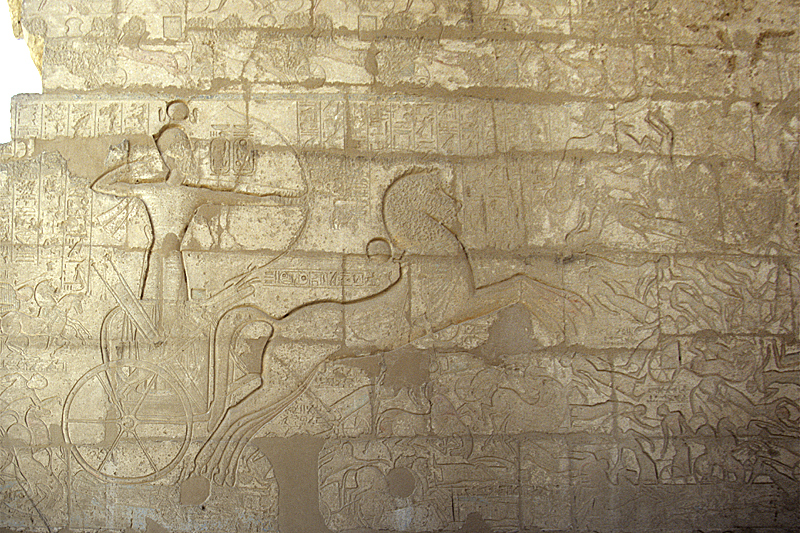

أبو سمبل
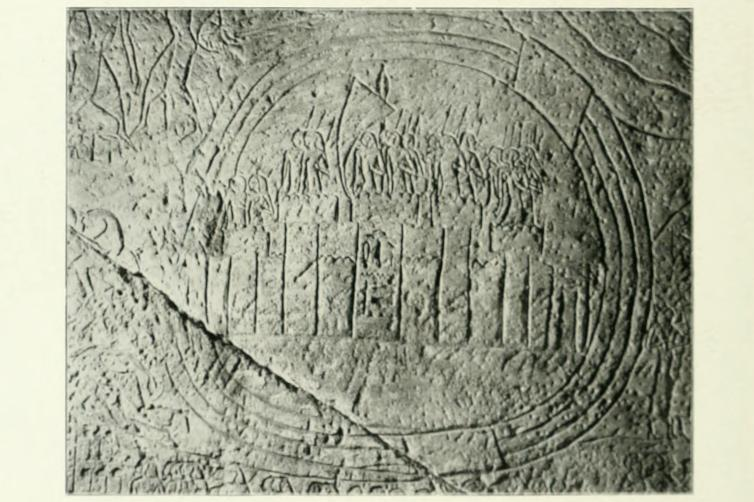
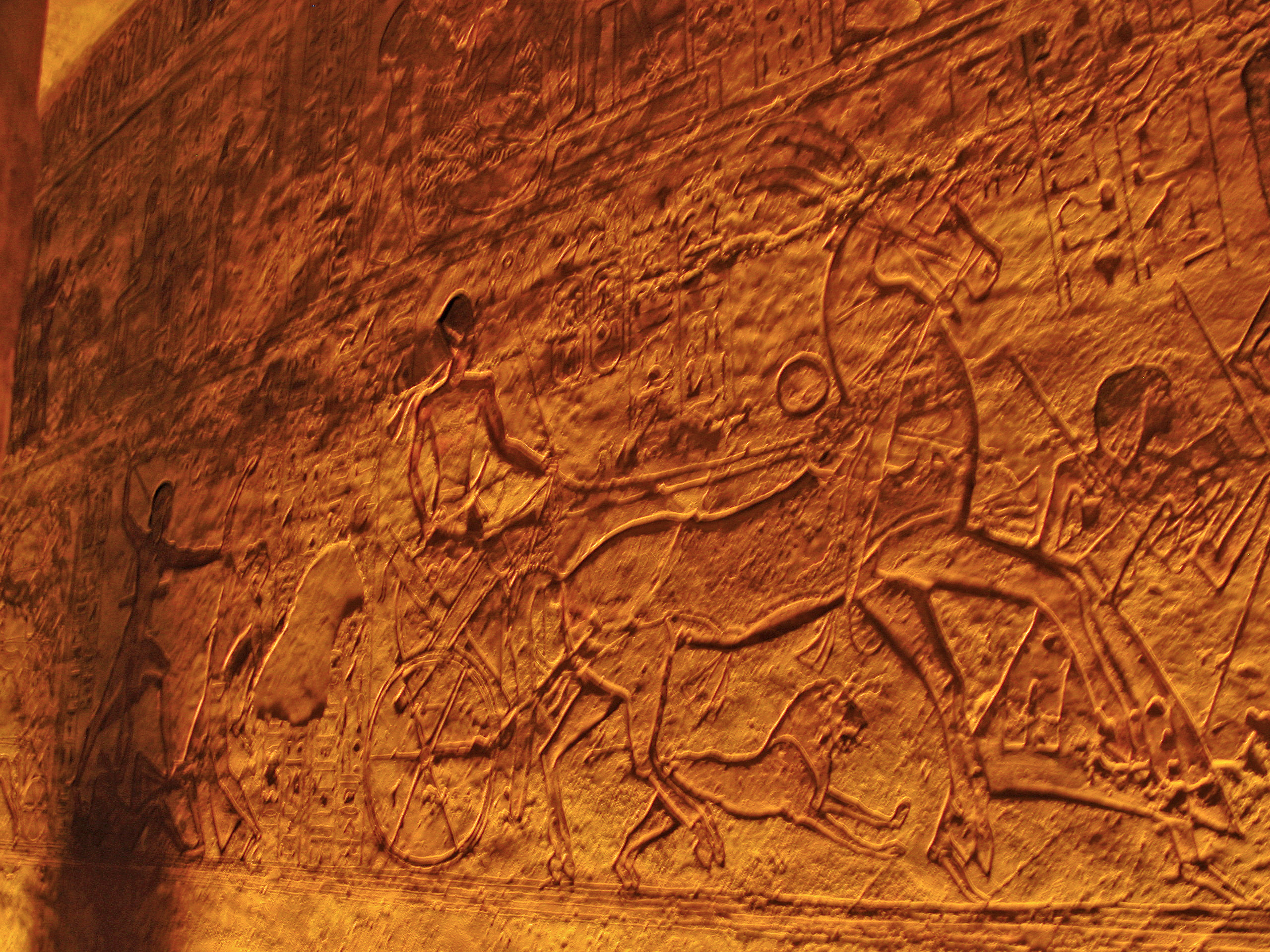
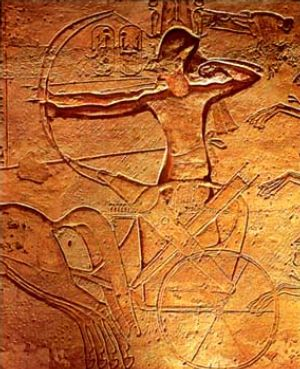
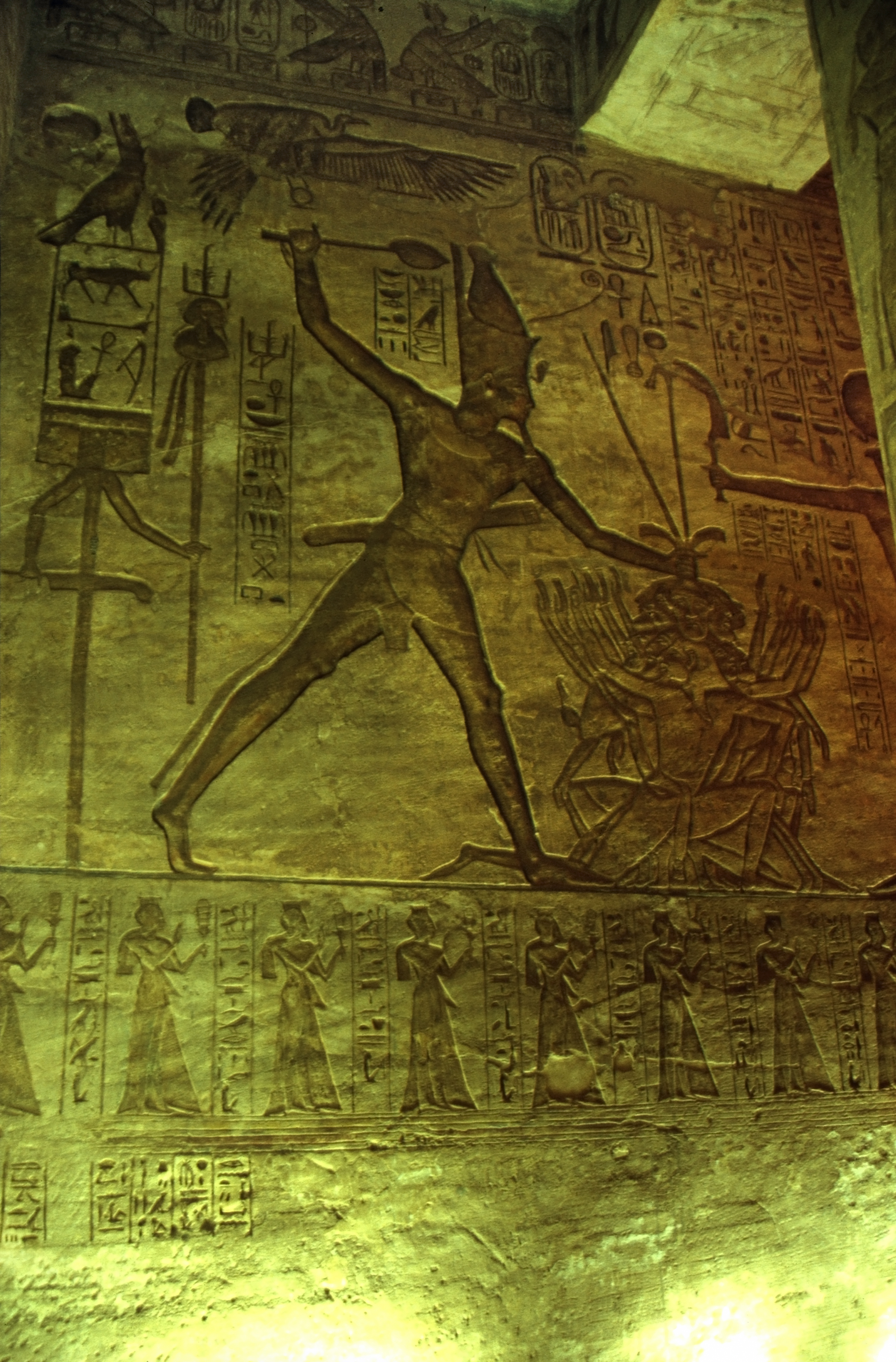